# 烏瑟奇

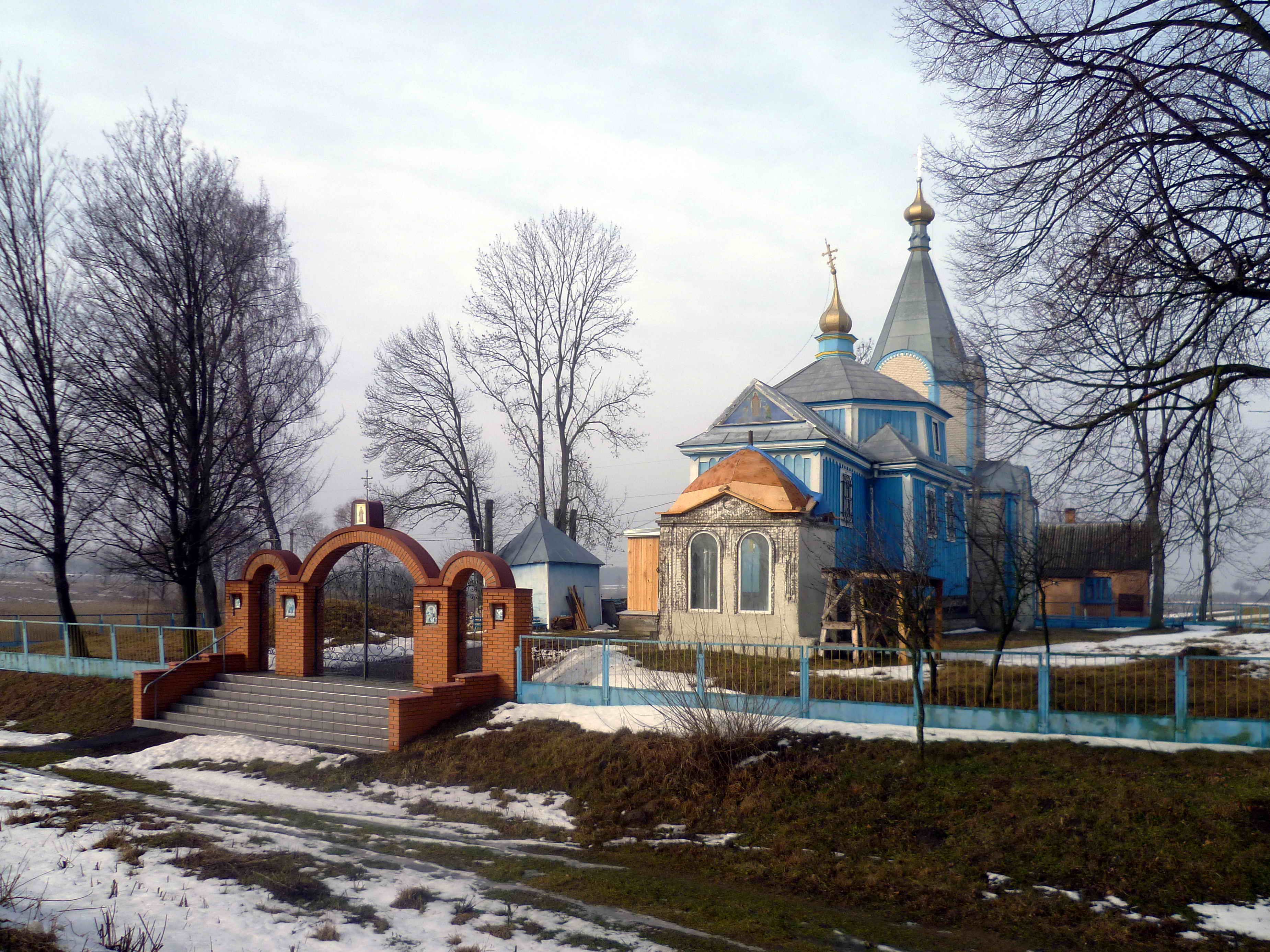

烏瑟奇（羅馬化：Usychi）是烏克蘭西部沃倫州盧茨克區托爾欽市鎮的村莊，始建於1545年，面積14.22平方公里，海拔高度211米，2001年人口537，人口密度每平方公里37.75人。
50°45′15″N 25°4′36″E / 50.75417°N 25.07667°E